# 大頭茶
大头茶（学名：Gordonia axillaris）为山茶科大头茶属下的一个种。。

## 型態
大頭茶特徵樹皮光滑，木質蒴果，帶翅種子。
樹皮淡褐色；嫩枝與芽密被毛。葉革質，螺旋狀互生於枝端，長橢圓形或長橢圓狀倒披針形，先端鈍或圓，常微凹頭，上半部疏具細圓齒緣，側脈及細脈不明顯。花腋生或近頂生，單一或成對，近無柄；花瓣皺摺狀，先端凹，白色；雄蕊多數，不等長，基部癒合。蒴果長橢圓形，被長毛。種子扁平具翅。

## 形狀及習性
常綠性喬木，老葉掉落前轉紅。喜溫暖多霧的生育地，常見於低中海拔近山脊處或較向陽的坡面，多與紅楠、杜英或長尾尖葉櫧等較喜陽光的種類混生。

## 物候
花期為每年十月至翌年一月。
10-2月開花，7-10月果熟。

## 分佈
原產地為香港。生長於灌叢和早期次生林中。主要分佈在華南、臺灣及中南半島等地
。低地至海拔2300公尺山區的闊葉林中。

## 用途
庭園綠化樹種，花大型耀眼。木材緻密，紅色，供建築及器具用材。
樹幹彈性好的大頭茶，是獵人們青睞的陷阱材料，捕捉動物的效率也很高。果實成熟時，常吸引猴群來取食，是獵人常持槍等待的地點。另外，因大頭茶的木材不易吸水，是良好的薪材，亦可做工寮用的柱子，或做成刀柄、杵等日常用具。

## 特殊
大頭茶於鋁離子濃度高的污染地區亦能生存，並且能將鋁吸收及儲存。

## 扩展阅读
- 維基物種上的相關：大头茶